# Tiberius Claudius Severus Proculus
Tiberius Claudius Severus Proculus war ein römischer Politiker und Senator.
Proculus stammte aus Pompeiopolis in Paphlagonien und war ein Sohn des Gnaeus Claudius Severus, der im Jahr 173 Konsul war, und der Annia Galeria Aurelia Faustina, einer Tochter Kaiser Mark Aurels. Im Jahr 200 bekleidete Proculus das ordentliche Konsulat.
Wahrscheinlich war Proculus der Vater der Kaiserin Annia Faustina, die in erster Ehe Pomponius Bassus heiratete und nach der von Kaiser Elagabal angeordneten Hinrichtung ihres Gatten die dritte Frau Elagabals wurde.